# Will Chase
Pour les articles homonymes, voir Chase.
Franck William Chase dit, Will Chase, né le 12 septembre 1970, à Frankfort, Kentucky, est un acteur et chanteur américain principalement connu pour sa participations dans plusieurs comédies musicales et son rôle de Michael Swift dans la série télévisée Smash ou plus récemment (depuis 2013) dans le rôle de Luke Wheeler dans la série Nashville.

## Biographie
Will Chase est né le 12 septembre 1970, à Frankfort, Kentucky. Il est le plus jeune des trois garçons. Il est diplômé de l'Oberlin Conservatory of Music,.

### Vie privée
Il a été marié à Lori Chase de 1998 à 2008. Ils ont deux filles, Daisy Chase née en 1999 et Gracie Chase née le 2 août 2001.
Il s'est remarié à Stéphanie Gibson en 2009. Ils divorcent en 2012.
De 2012 à 2014, il fut en couple avec sa partenaire dans Smash, Debra Messing.

## Carrière
Il fait ses débuts à Broadway en 1998 comme doublure dans la comédie musicale Rent. Il aura plus tard le rôle de Roger dans cette même production et fera partie de l'enregistrement du spectacle ; Rent: Filmed Live on Broadway,.
Il joue également dans Miss Saigon aux côtés de Lea Salonga, puis The Full Monty (2001), Lennon (2005), Aïda (2003-2004) et Billy Elliot, the Musical.
Il fait une apparition dans The Pajama Game aux côtés de Kate Baldwin en juillet 2007 puis dans Oklahoma ! avec Kelli O'Hara et The Story of My Life, avec Malcolm Gets en février 2009.
Il débute au cinéma en 2000, avec un petit rôle dans Schaft de John Singleton. Deux ans plus tard, il tourne dans les séries New York 911 et Haine et Passions
Il fait plusieurs apparitions à la télévision dont son rôle récurrent de Pat Mahoney dans Rescue Me : Les Héros du 11 septembre, mais aussi dans Cupid, La Loi de Canterbury, New York, police judiciaire, Conviction.
De 2013 à 2017, il est présent dans la série Nashville. En 2017, il joue le rôle du père de Billy (Dacre Montgomery) dans la deuxième saison de la série Stranger Things, il apparaît également dans la seconde saison de la série d'anthologie American Crime Story, mais aussi Time After Time, ainsi qu'un épisode de New York, unité spéciale et The Deuce.
En 2023, il est présent aux côtés de Tom Holland et Emmy Rossum dans la mini-série The Crowded Room.

## Filmographie

### Cinéma

#### Longs métrages
- 2000 : Schaft de John Singleton : L'ami de Walter
- 2009 : Four Single Fathers (it) de Paolo Monico : Lance
- 2014 : Butterflies for Bill Baker de Sania Jhankar : Bill Baker
- 2015 : L'incroyable destin de Savva (Savva. Serdtse voina) de Maxim Fadeev : Anga (voix anglaise)
- 2019 : Après le mariage (After the Wedding) de Bart Freundlich : Frank

#### Courts métrages
- 2018 : E-Bowla de Cindy Maples : Un homme
- 2021 : Dagger de lui-même : Tom

### Télévision

#### Séries télévisées
- 2002 : New York 911 (Third Watch) : Reilly
- 2002 : Haine et Passions (Guiding Light) : Un manager
- 2003 : Queen Supreme : Pheiffer, assistant du procureur
- 2003 : New York, police judiciaire : David (saison 13, épisode 11)
- 2004 : New York, police judiciaire : le propriétaire du Mellors (saison 14, épisode 18)
- 2006 : Conviction : Détective Dave Lemanski
- 2006 : As the World Turns : Dr Linn
- 2006 : La Force du destin (All My Children) : Philips, assistant du procureur
- 2008 : La Loi de Canterbury (Canterbury's Law) : Archie Flom
- 2008 : New York, police judiciaire : Derek Cahill (saison 18, épisode 4)
- 2009 : New York, section criminelle (Law and Order : Criminal Intent) : Jacob Garrety (saison 8, épisode 12)
- 2009 : On ne vit qu'une fois (One Life to Live) : Dr Jason Nance
- 2009 : Cupid : Peter
- 2011 : Rescue Me : Les Héros du 11 septembre (Rescue Me) : Pat Mahoney
- 2011 : Royal Pains : Benjamin Richards
- 2011 : Pan Am : John Stanton
- 2011 : Blue Bloods : William Flood
- 2012 : FBI : Duo très spécial (White Collar) : Connor Bailey
- 2012 : Unforgettable : Reed Benedict
- 2012 - 2013 : Smash : Michael Swift
- 2013 : La Diva du divan (Necessary Roughness) : David Blaze
- 2013 : It Could Be Worth : Pervy
- 2013 - 2014 : The Good Wife : Détective Doug Young
- 2013 - 2017 : Nashville : Luke Wheeler
- 2017 : Time After Time : Griffin
- 2017 : New York, unité spéciale (Law and Order : Special Victims Unit) : Byron Marks (saison 19, épisode 1)
- 2017 : The Deuce : Jack
- 2017 - 2019 : Stranger Things : Neil Hargrove
- 2018 : Sharp Objects : Bob Nash
- 2018 : American Crime Story : Détective Paul Scrimshaw
- 2018 : Quantico : Frank Marlow
- 2018 - 2019 : Madam Secretary : Owen Callister
- 2018 - 2019 : Impulse : Simon Cole
- 2019 : FBI : Détective Harry Blum
- 2019 : The Village : John
- 2021 : Dopesick : Michael Friedman
- 2021 : Girls5eva : Stet
- 2022 : Bosch : Legacy : Kurt Dockweiler
- 2023 : The Crowded Room : Marlin Reid

#### Téléfilms
- 2011 : L'Amour à la une (The Lost Valentine) de Darnell Martin : Andrew Hawthorne
- 2015 : For Real de Jeremy Merrifield : Blaine

### Réalisateur
- 2021 : Dagger (court métrage)
- 2021 : I'm Right Here (court métrage)
- 2021 : Trunk Show (court métrage)
- 2023 : Fool (court métrage)
- 2024 : Here, Bullet (court métrage)

### Scénariste
- 2021 : Dagger (court métrage)
- 2021 : I'm Right Here (court métrage)
- 2021 : Trunk Show (court métrage)
- 2023 : Fool (court métrage)
- 2024 : Here, Bullet (court métrage)

### Producteur
- 2017 : Ovid de Spencer Muhlstock (court métrage)
- 2021 : Dagger de lui-même (court métrage)
- 2021 : Enough de Caleb Slain (court métrage)
- 2021 : I'm Right Here de lui-même (court métrage)
- 2021 : Trunk Show de lui-même (court métrage)